# Pasquale Saviotti
Pasquale Saviotti, né le 17 juillet 1792 à Faenza et mort le 18 août 1855 à Florence, est un peintre et un graveur italien de style néo-classique.

## Biographie
Pasquale Saviotti naît le 17 juillet 1792 à Faenza.
Il étudie d'abord le dessin et la gravure sous la direction de Giuseppe Zauli au Liceo Dipartimentale del Rubicone à Faenza. Plus tard, il devient enseignant dans cette école. En 1830, il s'installe à Florence où il développe une carrière de peintre. Gaspare Mattioli fut l'un des élèves de Zauli et de Saviotti.
Pasquale Saviotti meurt le 18 août 1855 à Florence.